# PowerBook

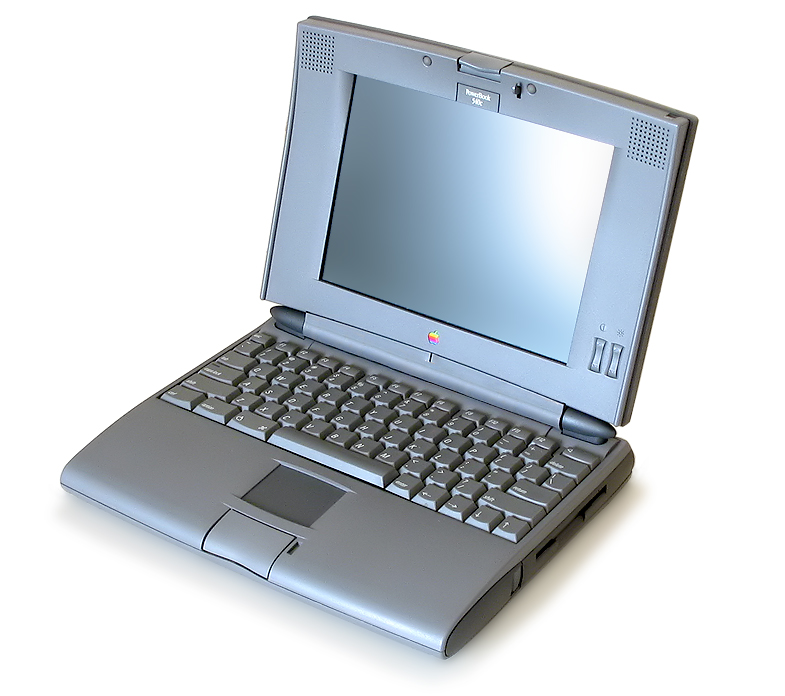
PowerBook 540c

PowerBook — линейка портативных компьютеров (ноутбуков), выпускавшаяся фирмой Apple c 1991 года по 2006 год и работавшая на процессорах Motorola и PowerPC. С 2006 года эта линейка ноутбуков была заменена новой линейкой с именем MacBook Pro, работающей на процессорах Intel.
Ноутбуки обладали большим количеством функций и более высокими ценами по сравнению с iBook. Было выпущено 3 пересекающихся поколения PowerBook на процессорах Motorola:
- (1991—1996) 100 Series: 140, 145, 145b, 150; 160, 165, 165c; 170, 180, 180c.
- (1992—1997) Duo: 210, 230, 250, 280, 270c, 280c, 2300c
- (1994—1997) 500 Series: 190/cs, 520/c, 540/c, 550c

Три более поздних поколения на основе PowerPC:
- (1995—1999) 5300, 3400c, 1400c/cs, 2400c
- (1999—2001) PowerBook G3
- (2001—2006) PowerBook G4: Titanium (15"), Aluminium (12", 15", 17").

Первые MacBook Pro (до 2008 года) поставлялись в тех же корпусах, что и 17" и 15" Aluminium PowerBook G4.